# Around US Entertainment
Around US Entertainment é uma gravadora independente fundada por Doojoon, Junhyung, Yoseob, Gikwang e Dongwoon, todos integrantes do grupo masculino Highlight que deixaram sua antiga gravadora, Cube Entertainment. 

## História
Depois do contrato do BEAST com a Cube Entertainment expirar, os integrantes
decidiram criar sua própria gravadora para seus futuros projetos. O nome
Around US veio de ''um desejo de serem próximos e se encontrarem com pessoas
frequentemente''. A gravadora tem como objetivo ''criar música e conteúdo que
todos irão aproveitar facilmente em qualquer lugar ao nosso redor''..

## Artistas
- Highlight
  - Doojoon
  - Junhyung
  - Yoseob
  - Gikwang
  - Dongwoon